# Codex Cottonianus

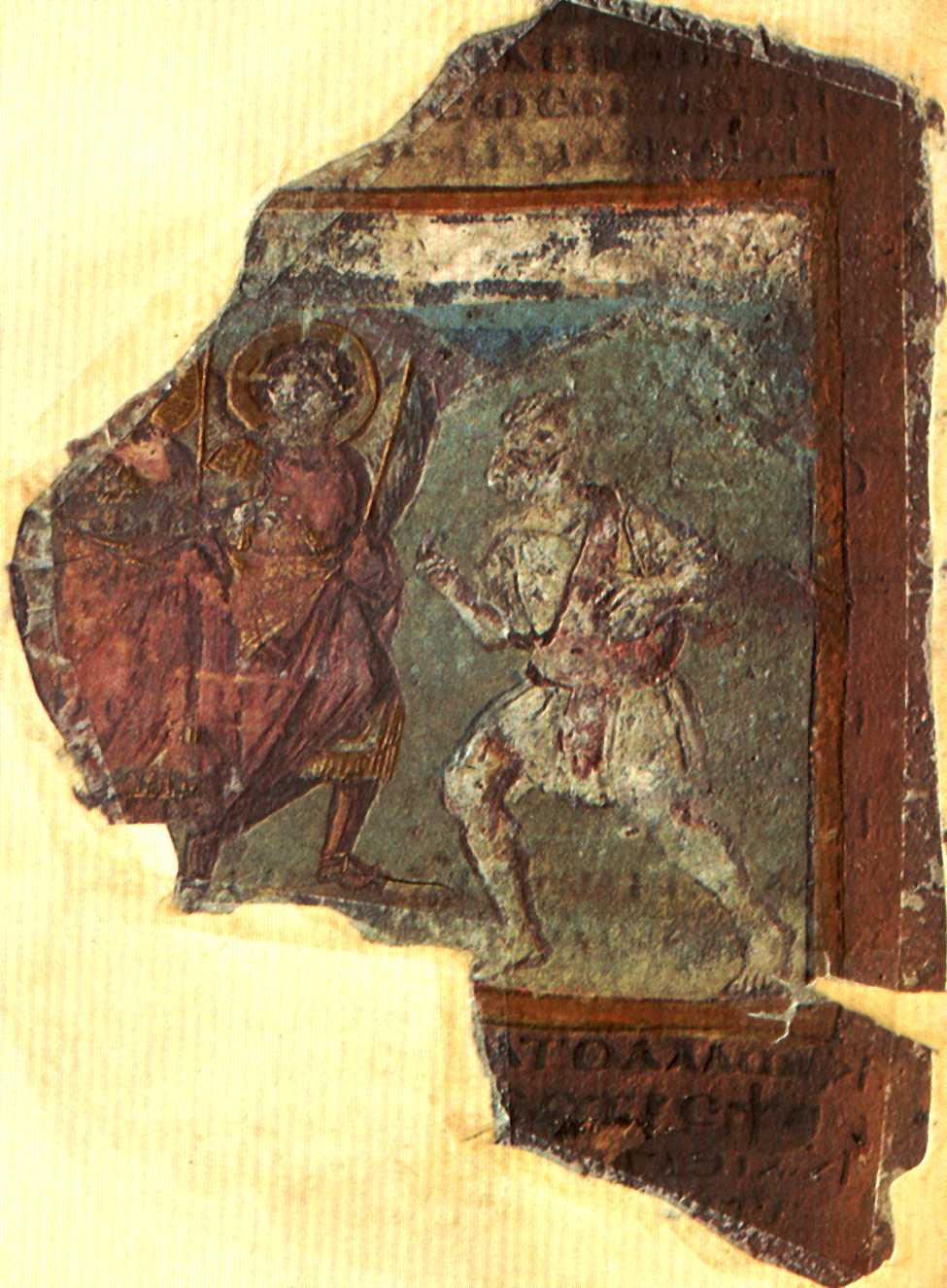
Fragment zachowanej karty 26v, z miniaturą przedstawiającą wizytę aniołów u Abrahama

Codex Cottonianus, oznaczany siglum D – szczątkowo zachowany iluminowany manuskrypt, zawierający tekst Księgi Rodzaju według greckiego przekładu Septuaginty.
Manuskrypt datowany jest na V/VI wiek. Spisany został uncjałą na welinie, w 26-28 liniach liczących od 27 do 30 liter każda. Tekst zawiera inicjały. Stosowane są nomina sacra ΚΣ (κυριος), ΚΝ (κυριον), ΘΣ (θεος), ΘΝ (θεον). Z analizy zachowanych fragmentów wynika, iż księgę pisało trzech skrybów. Miniatury, umieszczone zazwyczaj na niebieskim tle, zamknięto w ramkach o ciemnych kolorach.
Oryginalna księga liczyła prawdopodobnie 221 kart wielkości folio (330×250 mm) i zawierała przeszło 340 miniatur. Pożar z 1731 roku przetrwało 165 różnych rozmiarów fragmentów, poważnie uszkodzonych przez ogień. 150 z nich jest częścią zbiorów Biblioteki Brytyjskiej (sygnatura MS Cotton Otho B. VI), pozostałe znajdują się w Baptist College w Bristolu.
Brak jest jakichkolwiek informacji na temat wczesnych dziejów manuskryptu, nieznane są dokładne czas i miejsce jego powstania, choć Herbert Kessler i Kurt Weitzmann opowiadali się za egipskim pochodzeniem. Historycy sztuki zwracają uwagę na podobieństwo zamieszczonych w nim miniatur do XIII-wiecznych mozaik w westybulu Bazyliki św. Marka w Wenecji, co sugeruje wpływ na ich powstanie. Na początku XVI wieku księga trafiła do Anglii, ofiarowana przez dwóch mnichów prawosławnych przybyłych z Filippi królowi Henrykowi VIII. Królowa Elżbieta I podarowała ją swojemu nauczycielowi greki, sir Johnowi Fortescue, poprzez którego w XVII wieku trafiła do zbiorów sir Roberta Cottona. Manuskrypt niemal doszczętnie spłonął w pożarze, który wybuchł 23 października 1731 roku. Pierwsze, częściowe wydanie zachowanych fragmentów ogłosił w 1857 roku Konstantin von Tischendorf. Pełne wydanie opublikował w 1881 roku F.W. Gotch. 